# 平睦镇
平睦镇，是中华人民共和国广西壮族自治区钦州市浦北县下辖的一个乡镇级行政单位。

## 行政区划
平睦镇下辖以下地区：
平睦村、新丰村、六峰村、富足村、茂平村、良村、平安村、新塘村、官屋村、旺贵村和五峰村。